# Dontaye Draper
Dontaye Draper, né le 10 août 1984 à Baltimore, est un joueur américaino-croate de basket-ball évoluant au poste de meneur.

## Biographie
Après avoir passé une saison en Australie, il rejoint l'Italie qu'il quitte rapidement pour la France. Il signe au Hyères Toulon Var Basket où il est l'auteur de prestations convaincantes en EuroCup Challenge mais moins en championnat. Début décembre 2008, le club varois décide de se séparer de lui, afin de rééquilibrer l'effectif. Draper signe alors en Belgique au Base Oostende avec lequel il termine meilleur passeur de l'EuroChallenge 2008-2009, puis au KK Cedevita. En 2011, Draper est nommé meilleur joueur de la saison régulière de l'EuroCoupe. Il est aussi le meilleur passeur de la compétition, le troisième meilleur intercepteur et quatrième meilleur marqueur.
En 2012, il rejoint le Real Madrid.
En avril 2014, Draper se casse le bras lors de la première rencontre des playoffs de l'Euroligue.

## Palmarès
- Champion d'Espagne lors de la saison 2012-2013
- Vainqueur de la Supercoupe en 2012 et 2013
- Vainqueur de la Coupe du Roi en 2014